# Baneh
Baneh (kurdisch Bane, persisch بانه) ist eine Stadt im Nordwesten der iranischen Provinz Kordestān. Es ist auch gleichzeitig der Name des Landkreises (Scharestān) Baneh, welcher aus einer Stadt und sieben ländlichen Distrikten besteht. Der Landkreis ist 794 km² groß. Die Stadt Baneh liegt inmitten von Wäldern und ist von Sanandadsch 260 km und von der irakischen Grenze nur 21 km entfernt.
Nach Hochrechnung 2012 weist die Stadt eine Bevölkerung von 78.279 Menschen aus. Die Bevölkerung Banehs ist kurdisch. Sie sind Schāfiʿiten und sprechen Sorani.

## Persönlichkeiten
- Bahman Ghobadi (Regisseur, Filmemacher)
- Roya Tuloui (Journalistin, Menschenrechtlerin)
- Shekh Izzedin Hosaini (religiöser Denker 1921–2011)
- Atta Nahaie (Schriftsteller, Autor)
- Ibrahim Younesi (Schriftsteller, Autor, Übersetzer 1927–2012)
- Taha Karimi (Regisseur, Filmemacher)